# Province de Nuoro

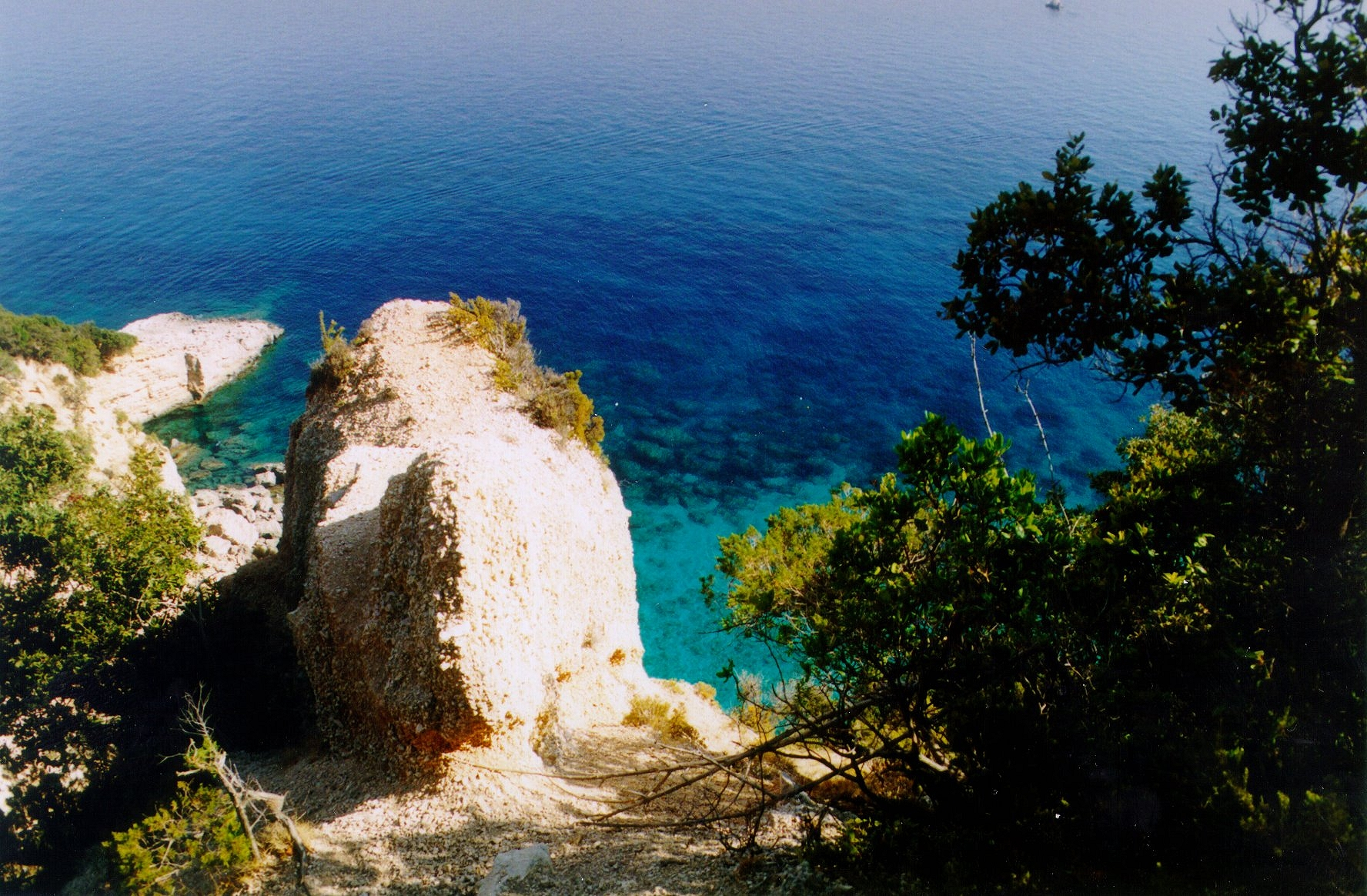
La côte d'Ispuligidenie depuis le chemin sur la falaise (Golfe d'Orosei, commune de Baunei).

La province de Nuoro (en italien : provincia di Nuoro) est une des cinq provinces italiennes de la Sardaigne, dans une région centrale et reculée, disposée autour de ce qui est appelé la "Barbagia". Son territoire a été réduit en raison de la création de la province de l'Ogliastra en mai 2005 puis agrandi lors de la réduction à cinq du nombre de provinces sardes en 2016.

## Tourisme
Concernant le tourisme, la Province de Nuoro est connue pour la pratique de la randonnée en Sardaigne.

## Administration

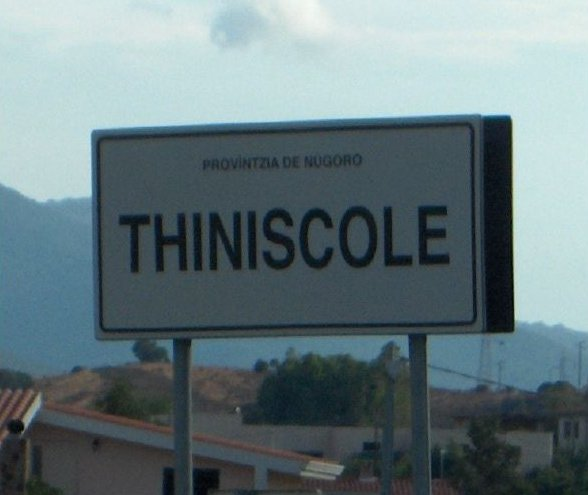
Panneau de signalisation en sarde marquant le début d'un centre habité à Siniscola/Thiniscole.

Selon l'article 2 de son statut officiel, la province de Nuoro comprenait les régions historiques suivantes :
- le Nuorese (région de Nuoro) ;
- les Barbagie (pluriel de Barbagia) :
  - la Barbagia de Belvì,
  - la Barbagia d'Ollolai,
  - la Barbagia de Seulo ;
- les Baronie (it) ;
- le Marghine (entre la province de Sassari et celle d'Oristano, proche de la Planargia) ;
- la Planargia (sur la côte occidentale de l'île, autour de Bosa) ;
- l'Ogliastra (cette province historique constitue désormais la province de l'Ogliastra depuis mai 2005) ;
- le Sarcidano ;
- Mandrolisai, également appelée Barbagia Mandrolisai.

Ainsi que les communes suivantes (dont certaines ont été retirées en mai 2005 du territoire de la province) :
Aritzo - Arzana - Atzara - Austis - Bari Sardo - Baunei - Belvì - Birori - Bitti - Bolotana Borore - Bortigali - Bosa - Budoni - Cardedu - Desulo - Dorgali - Dualchi - Elini Escalaplano - Escolca - Esterzili - Flussio - Fonni - Gadoni - Gairo Nuovo - Galtellì - Gavoi - Genoni - Gergei - Girasole - Ilbono - Irgoli - Isili - Jerzu - Laconi - Lanusei - Lei - Loceri - Loculi - Lodè - Lodine - Lotzorai - Lula - Macomer - Magomadas - Mamoiada - Meana Sardo - Modolo - Montresta - Noragugume - Nuoro - Nuragus - Nurallao - Nurri - Oliena - Ollolai - Olzai - Onanì - Oniferi - Onifai - Orani - Orgosolo - Orosei Orotelli - Orroli - Ortueri - Orune - Osidda - Osini - Ottana - Ovodda - Perdasdefogu - Posada - Sadali - Sagama - San Teodoro - Sarule - Serri - Seui - Seulo - Silanus - Sindia - Siniscola - Sorgono - Suni - Talana - Tertenia - Teti - Tiana - Tinnura - Tonara - Torpè - Tortolì - Triei - Ulassai - Urzulei Ussassai - Villagrande Strisaili - Villanova Tulo.